# Sarophorus angolensis
Sarophorus angolensis är en skalbaggsart som beskrevs av Frolov 2004. Sarophorus angolensis ingår i släktet Sarophorus och familjen bladhorningar. Inga underarter finns listade i Catalogue of Life.